# Gare de Halsou - Larressore
Gare de Halsou - Larressore vasútállomás Franciaországban, Halsou településen.

## Vasútvonalak
Az állomást az alábbi vasútvonalak érintik:
- Bayonne–Saint-Jean-Pied-de-Port-vasútvonal

## Kapcsolódó állomások
A vasútállomáshoz az alábbi állomások vannak a legközelebb:
- Gare de Cambo-les-Bains
- Gare d’Ustaritz